# Filip Callimachus
Filip Callimachus, poljsko-italijanski humanist, pisatelj in akademik, * 1437, San Gimignano, † 1497.
Leta 1468 je sodeloval v neuspešnem atentatu na papeža Pavla II., nakar je pobegnil na Poljsko. Tam je postal učitelj otrok poljskega kralja Kazimirja IV.